# 全宇
全宇（韓語：전우；？—？），朝鮮族，中國人民解放軍及朝鮮人民軍軍人。中國吉林省琿春市出身。中國名陶克夫。
1936年，前往莫斯科東方大學留學。歸國後回到延安，加入第120師359旅718團。1943年前往朝鮮革命軍政學校赴任。1945年2月，任朝鮮革命軍政學校第3區隊長。1945年11月，任朝鮮義勇軍第5支隊參謀長。1946年，第5支隊與延邊警備第1團合併，改編為吉東保安軍第15團，全宇任第15團政治委員。1948年1月，編成獨立第6師，任獨立第6師師長。同年11月，獨立第6師改名第156師。
1950年3月，中國人民解放軍第四野戰軍中的朝鮮籍士兵編成中南軍區獨立第15師，全宇擔任師長。全宇率第15師前往朝鮮。同年4月，第15師改編為朝鲜人民军第7师，全宇繼續擔任師長。韓戰前改名朝鲜人民军第12师。
1950年6月，韓戰爆發，第12師在獨立戰車團的支援下，試圖攻打洪川郡，失敗被罷免，以崔春國代之。後歷任第5軍軍長、總參謀部作戰局長、總參謀部次長等職，授上將軍銜。